# Pitty
Priscilla Novais Leone, née le 7 octobre 1977 à Salvador (Bahia), plus connue sous le nom de Pitty, est une chanteuse de rock brésilienne.

## Biographie
Pitty est née à Salvador, Bahia au Brésil d’un père musicien. Elle a passé la plupart de son enfance à Porto Seguro, une autre ville brésilienne de l'État de Bahia. Elle a grandi bercée par différents groupes tels que The Beatles, Elvis Presley, Faith No More, Pantera, Nirvana et Metallica.
En 1996, elle est revenue à Salvador et a joué dans différents groupes. Elle était la chanteuse dans le groupe de hardcore Inkoma et a sorti plusieurs albums avec eux. Lorsque Inkoma s’est dissout, le producteur Rafael Ramos l'a prise sous son aile et l'a aidée à enregistrer un album solo.
En 2003, elle a sorti son premier album intitulé Admirável Chip Novo, qui s'est vendu à plus de 350 000 exemplaires et qui fut donc disque de Platine. Les chansons « Máscara », « Admirável Chip Novo » et « Teto de Vidro » ont été des gros succès au Brésil, et « Equalize » a été numéro 1. Le titre de l’album a été inspiré par "Admirável Mundo Novo" de Aldous Huxley.
À la suite des résultats du premier album, Admirável Chip Novo, la barre fut placée trop haute pour son deuxième album. Son deuxième disque intitulé Anacrônico est plus profond et plus audacieux que le précédent. Il s'en est écoulé à plus de 150 000 (disque de Platine). Durant un entretien lors de la sortie de ce second album, Pitty et ses musiciens ont expliqué qu'ils se sont trop inspirés du groupe Queens of the Stone Age, lors de son enregistrement.
Ses plus gros succès ont été « Admirável Chip Novo », « Equalize », « Máscara », «Memórias», «Pulsos» et «Me adora».

## Discographie

### Albums

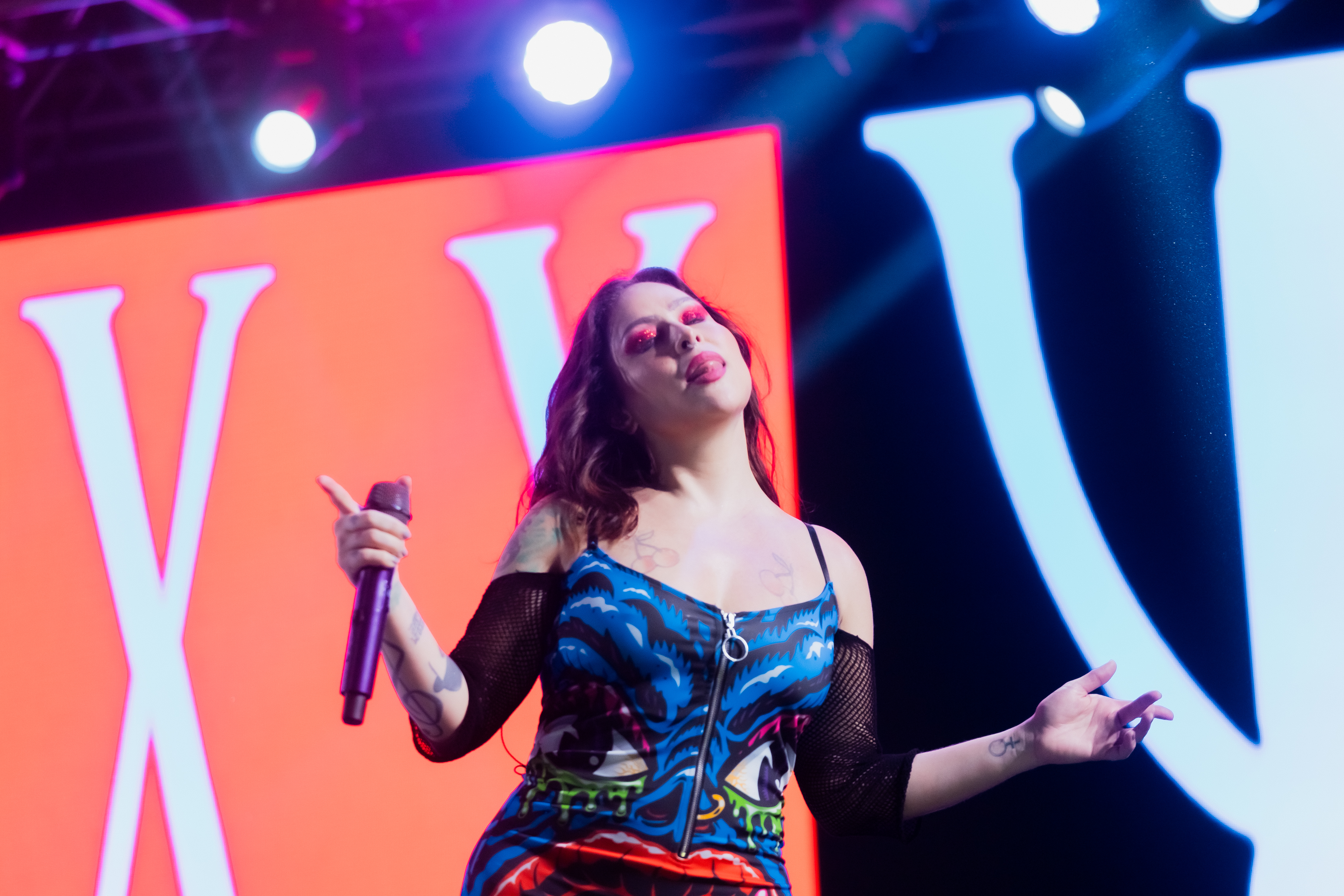
Pitty au carnaval d'Olinda (2024)

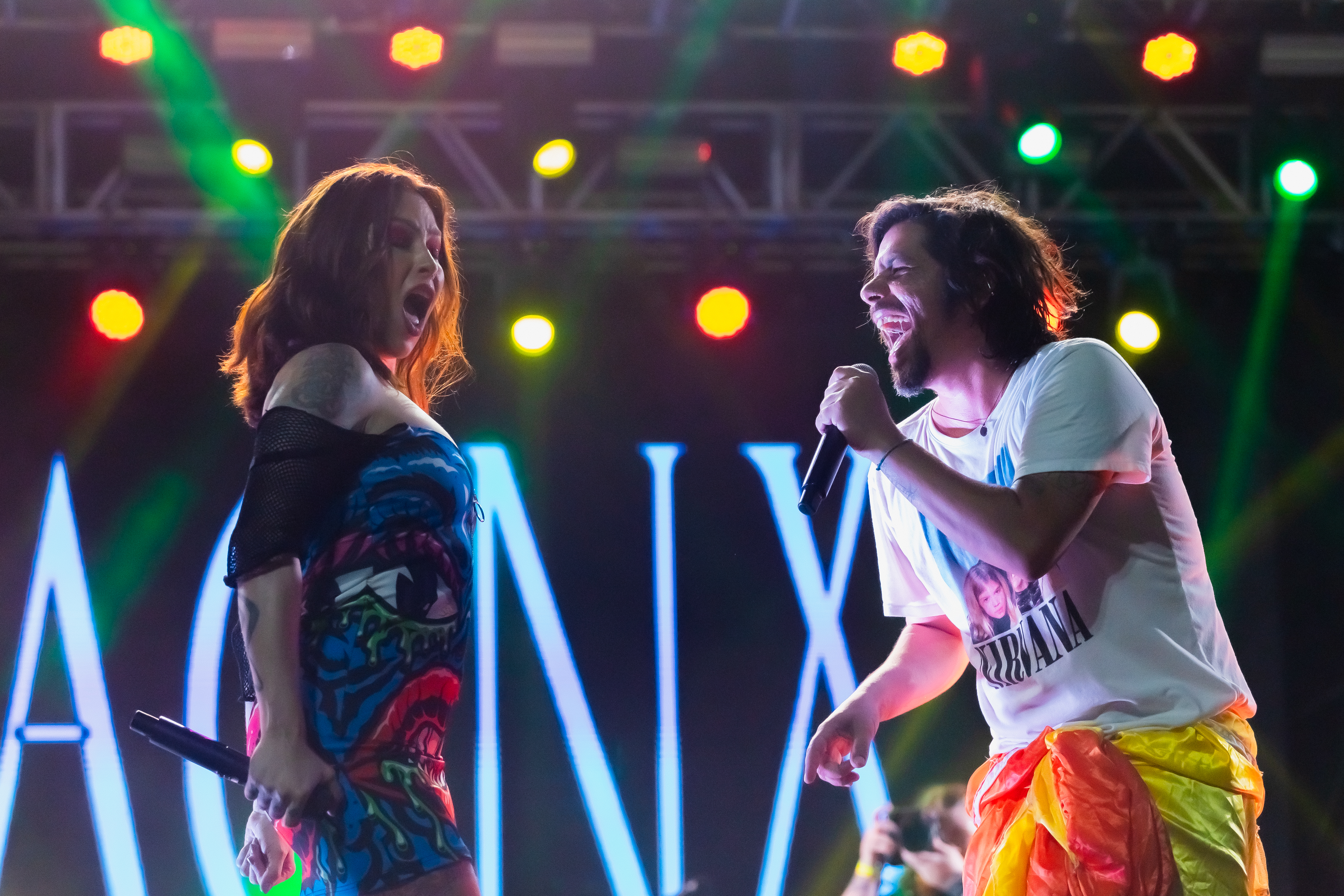
Pitty avec Chinaina lors du carnaval d'Olinda (2024)

- Admirável Chip Novo (2003)
- Anacrônico (2005)
- {Des}Concerto (2007)
- Chiaroscuro (2009)

### Chansons
tirées de l'album Admirável Chip Novo
- "Máscara" (2003)
- "Admirável Chip Novo" (2003)
- "Teto de Vidro" (2003)
- "Equalize" (2004)
- "Semana Que Vem" (2004)
- "I Wanna Be" (2005) [internet seulement]

tirées de l'album Anacrônico
- "Anacrônico" (2005)
- "Memórias" (2005)
- "Déjà Vu" (2006)
- "Na Sua Estante" (2006)

tirées de l'album {Des}Concerto
- Pulsos (2007)

tirées de l'album Chiaroscuro
- Me adora (2009)

## Composition du groupe
- Pitty   – chanteuse
- Martin  – guitare
- Joe     – basse
- Duda    – batterie